# Тыдэоттаяха
Тыдэоттаяха (устар. Тыдэотта-Яха) — река в России, протекает по Ямало-Ненецкому АО. Устье реки находится в 5 км по правому берегу протоки без названия, впадающей в Пур справа в 170 км от устья. Длина реки составляет 48 км.

## Притоки
- 32 км: Большая Яръяха (лв)
- 38 км: Саловаяха (лв)

## Данные водного реестра
По данным государственного водного реестра России относится к Нижнеобскому бассейновому округу, водохозяйственный участок реки — Пур, речной подбассейн реки — подбассейн отсутствует. Речной бассейн реки — Пур.
Код объекта в государственном водном реестре — 15040000112115300061036.